# Microserica samarana
Microserica samarana är en skalbaggsart som beskrevs av Brenske 1899. Microserica samarana ingår i släktet Microserica och familjen Melolonthidae. Inga underarter finns listade i Catalogue of Life.